# Notonicea
Notonicea es un género de insecto coleóptero de la familia Chrysomelidae.

## Especies
Las especies de este género son:
- Notonicea basalis (Jacoby, 1886)
- Notonicea bella (Baly, 1865)
- Notonicea bennigseni (Weise, 1903)
- Notonicea dimidiatipennis (Baly, 1865)
- Notonicea diversipes (Weise, 1903)
- Notonicea imperialis (Baly, 1865)
- Notonicea pulchella (Baly, 1886)